# Kendrapara
Kendrapara (Oriya: କେନ୍ଦ୍ରାପଡା) es una ciudad y municipio en el distrito de Kendrapara en el estado Indio de Orissa. Es la sede del distrito de Kendrapara.

## Geografía
20°30′N 86°25′E / 20.50, 86.42.
Se encuentra a una elevación promedio de 13 metros. Está rodeado por los distritos de Bhadrak, Jajpur, Cuttack y Jagatsinghpur y la Bahía de Bengala al este. El río Luna (una rama del río Mahanadi) fluye fuera del lado del distrito de Kendrapara.

## Transporte
Kendrapara está a sólo 75 kilómetros de la capital estatal, Bhubaneshwar. Para llegar a Kendrapara se puede ir por la vía Cuttack-Jagatpur-Salipur o Ruta Nacional No.5 y 5 A, con un cruce hacia ChandikholViaChhata hacia Paradip. Kendrapara está a sólo dos horas y media en coche del Aeropuerto Biju Patnaik en la Ruta Nacional 5 y 5 A. La estación de tren más cercana está en Cuttack, que se encuentra a 55 kilómetros de la ciudad de Kendrapara.

## Demografía
Según el censo de India, Kendrapara tenía una población de 47006 . Los hombres constituyen el 49.6% de la población y las mujeres el 50.4 %. Kendrapara tiene un índice promedio de 77.33%, más alto que el nacional de 59.5%: hombres 87.62 %, y mujeres 67.29%. En Kendrapara, 12% de la población tiene menos de 6 años de edad. El idioma local es el oriya, idioma oficial, pero existe un alto grado de fluidez en hindi e inglés, así como también cierta familiaridad con el urdu en algunas partes de la población.
Los hindúes constituyen la mayoría dominante de la población. Hay una importante minoría musulmana.

## Política
Las sedes de la Asamblea del distrito son Kendrapara, Bari-Derabisi, Patakura, Rajnagar, Pattamundia, y Aul.
A lo largo del área de la política se ha mantenido con las partes locales desde la década de 1970. Kendrapara ha desempeñado un papel crucial para la política de Orissa, produciendo líderes como el diputado del Parlamento Rabi Ray quien alcanzó el cargo de Presidente de Lok Sabha, y Biju Patnaik, exministro Principal de Orissa. Los líderes de hoy en día de Kendrapara incluye a individuos como el abogado de la Corte Suprema de la India, Prasanta Varma, como también el Miembro del Parlamento de Kendrapara, Baijayanta Panda. El miembro actual del Parlamento es Baijayant Panda.
El actual diputado de la Asamblea Constituyente de Kendrapara es Sipra Mallik, quien ganó el asiento en las elecciones del estado de 2004.
Kendrapara es parte de Kendrapara (distrito electoral de Lok Sabha).

## Organizaciones sociales
- Narayani Oriental Research Society (N.O.R.S), Tirinia, Kendrapara
- GRACE
- Potali Matha
- Nrusingha Tikiri Matha (BayaBaba Matha), Kendrapara
- Anata Matha
- Baba Baikuntha Nath Brahmachari Math (Hanuman Mandir, Garapur)
- Sankara Baba Matha, Rajagarh
- Sukaparikshita Sanskrutika Parisada, Kudanagari
- Azad hind sports club, Pattamundai, SK Mustaq Hussain (Secretaria)
- Misión para Allied Social Service (MASS), Derabish, Burhan Khan (Presidente) Abdul Raheman Khan (SECY), Naim Akhter (Tesorero) Derabis
- Sahara Educational And Welfare Trust. Chairman (Burhan Khan)